# Chris Ohlson
Pour les articles homonymes, voir Ohlson.
Chris Ohlson est un producteur, réalisateur, scénariste, directeur de la photographie et monteur américain né le 24 août 1975 à Lancaster, New Hampshire (États-Unis).

## Filmographie

### comme producteur
- 2000 : 11th & Congress (vidéo)
- 2002 : I Love You
- 2003 : The Meat Market (vidéo)
- 2004 : The Spin Cycle
- 2005 : Cremains
- 2006 : Clock Paint Eyeball
- 2018 : Pionnière (Damsel) de David Zellner et Nathan Zellner

### comme réalisateur
- 2000 : 11th & Congress (vidéo)
- 2002 : I Love You
- 2003 : The Meat Market (vidéo)
- 2004 : The Spin Cycle
- 2005 : Cremains
- 2006 : My Electric Bill
- 2006 : Clock Paint Eyeball
- 2006 : Trauma (vidéo)

### comme scénariste
- 2000 : 11th & Congress (vidéo)
- 2002 : I Love You
- 2003 : The Meat Market (vidéo)

### comme directeur de la photographie
- 2006 : Trauma (vidéo)

### comme monteur
- 2006 : Clock Paint Eyeball